# バガケラトプス科
バガケラトプス科（Bagaceratopidae）は、新角竜類の恐竜の科の一つ。2003年にアリファノフ（Alifanov）に命名されたが定義は提唱されていない。定義がないため、ポール・セレノによってバガケラトプス科は無効であると見なされた。
2003年、アリファノフはこのタクサにバガケラトプス、ブレヴィケラトプス、ラマケラトプス、そしてプラティケラトプスの4属を分類した。そして2008年にマグニロストリスとゴビケラトプスを含めた。アリファノフはまたバガケラトプス科は他の角竜類と違って古代アジア起源であると示唆した。
バガケラトプス類は白亜紀後期（約8580万 - 7060万年前）に生息していた。